# Perscheloribates
Perscheloribates är ett släkte av kvalster. Perscheloribates ingår i familjen Scheloribatidae.

## Dottertaxa tillPerscheloribates, i alfabetisk ordning[1]
- Perscheloribates abbreviatus
- Perscheloribates aculeatus
- Perscheloribates agusanensis
- Perscheloribates albialatus
- Perscheloribates baluktotus
- Perscheloribates benguetensis
- Perscheloribates brevialatus
- Perscheloribates brevipterus
- Perscheloribates cavernicolus
- Perscheloribates clavatus
- Perscheloribates conjuges
- Perscheloribates crassus
- Perscheloribates curvirhynchus
- Perscheloribates ethiopicus
- Perscheloribates evanescens
- Perscheloribates fissuratus
- Perscheloribates keriensis
- Perscheloribates lanceolatus
- Perscheloribates latus
- Perscheloribates luminosus
- Perscheloribates lumotus
- Perscheloribates luteus
- Perscheloribates luzonensis
- Perscheloribates minimus
- Perscheloribates minusculus
- Perscheloribates minutus
- Perscheloribates monodactylus
- Perscheloribates monttensis
- Perscheloribates nodosus
- Perscheloribates quezonensis
- Perscheloribates reiteratus
- Perscheloribates rostratus
- Perscheloribates rustenburgensis
- Perscheloribates setiger
- Perscheloribates shiraensis
- Perscheloribates subtropicus
- Perscheloribates surigaoensis
- Perscheloribates tenuis
- Perscheloribates tripartitus
- Perscheloribates tzitzikamaensis